# وهسودان بن مملان
امیر منصور وهسودان بن مَملان، حکمران کُرد 
روادی تبریز و حاکم آذربایجان و ممدوح قطران تبریزی بین سال‌های ۴۲۰ و ۴۵۰ ه‍.ق در تبریز حکومت داشت درامامزاده چهارمنار به خاک سپرده شد.[۴]

## منبع
- دایرةالمعارف فارسی (به سرپرستی غلامحسین مصاحب): مدخل وهسودان

1. ↑  ابن اثیر در کتاب الکامل فی التاریخ ج۸، ص۶۱۲. (قرن هفتم قمری)
2. ↑  Baumer، Christoph (۲۰۲۱). History of the Caucasus: Volume 1: At the Crossroads of Empires. Bloomsbury Publishing, 2021
3. ↑  العصامی در کتاب سمط النجوم العوالی ج۴، ص۸. (قرن نهم قمری)

۴.امامزاده چهارمنار